# Mizu no naka no hachigatsu
Mizu no naka no hachigatsu (水の中の八月? "Agosto dentro l'acqua"), anche noto con il titolo internazionale August in the Water, è un film giapponese del 1995 scritto e diretto da Gakuryū Ishii.

## Trama
La neonata storia d'amore fra una nuotatrice e un suo compagno di scuola si interrompe bruscamente in seguito a un incidente acquatico di lei. Sebbene la ragazza sopravviva, iniziano ad accadere strani cambiamenti nel suo carattere: oltre al mutamento dei suoi sentimenti verso il suo compagno, lo sviluppo di alcuni poteri speciali influenzeranno le vite di tutte le persone sue concittadine.